# Хомбу доджо
Хомбу доджо се нарича главната квартира на дадено японско бойно изкуство, в което се администрират делата му и се изграждат най-важните тънкости в стила му.
Някои от по-известните хомбу доджо са
- Айкикай хомбу доджо
- Кодокан институт
- Буджинкан хомбу доджо